# Riteriai B
Riteriai B är ett reservlag i litauisk fotbollsklubb FK Riteriai från staden Vilnius i Litauen. Lag spelar i Pirma lyga – den litauiska andra nivå.
Klubbens färger är gult och blått. De spelar på LFF stadionas i Vilnius (kapacitet 5 400), medan vanliga ligamatcher ofta äger rum på den betydligt mindre Trakų miesto naujasis stadionas i Trakai eller Širvintų miesto stadionas i Širvintos. 

## Historia
Klubben FK Trakai grundades 2005 för att erbjuda aktiviteter och idrott för framför allt barn. 2015 bildades reservlag Trakai-2.

### Historiska namn
sedan 2015
- 2015 – Trakai-2
- 2016 – Trakai B
- 2019 – Riteriai B

## Placering tidigare säsonger
| Säsong | Nivå | Liga       | Placering | Referens    | Notering                   |
| ------ | ---- | ---------- | --------- | ----------- | -------------------------- |
| 2015   | 2    | Pirma lyga | 7         | [ 1 ]       |                            |
| 2016   | 2    | Pirma lyga | 11        | [ 2 ]       |                            |
| 2017   | 2    | Pirma lyga | 11        | [ 3 ]       |                            |
| 2018   | 2    | Pirma lyga | 11        | [ 4 ]       |                            |
| 2019   | 2    | Pirma lyga | 12        | [ 5 ] [ 6 ] |                            |
| 2020   | 2    | Pirma lyga | 14        | [ 7 ]       |                            |
| 2021   | 2    | Pirma lyga | 9         | [ 8 ]       |                            |
| 2022   | 2    | Pirma lyga | 14        | [ 9 ]       |                            |
| 2023   | 2    | Pirma lyga | 7         | [ 10 ]      | Nedflyttad till Antra lyga |
| 2024   | 3    | Antra lyga |           |             |                            |

## Färger
Riteriai B spelar i gula och blå trikåer, bortastället är mörkblå.
| Riteriai B | Riteriai B |

## Trupp 2024
Uppdaterad: 8 mars 2024
| 41 | Litauen | MV | Audrius Likša       |  |  |  |  |  |
| 91 | Litauen | MV | Tomas Čepulis       |  |  |  |  |  |
|    |         |    |                     |  |  |  |  |  |
| 16 | Litauen | F  | Matas Ramanauskas   |  |  |  |  |  |
| 21 | Litauen | F  | Lukas Jakavičius    |  |  |  |  |  |
| 23 | Litauen | F  | Egidijus Dusevičius |  |  |  |  |  |
|    |         |    |                     |  |  |  |  |  |
| 22 | Litauen | MF | Elvinas Ališauskas  |  |  |  |  |  |
| 29 | Litauen | MF | Rokas Filipavičius  |  |  |  |  |  |
|    |         |    |                     |  |  |  |  |  |
| 30 | Litauen | A  | Matas Radžiukynas   |  |  |  |  |  |

## Tränare
- Gintaras Rimkus, 2015–2020;
- Vaidas Sabaliauskas, 2020–2021;
- Diogo Pinto, sedan juli 2021;[11]
- Stefano Greco, 2022[12]
- Raimondas Vilėniškis, sedan maj 2022 (temporär)
- Fabio Mazonne, sedan 2022[13]
- Mattiew Silva, sedan 14 mars 2022.[14]